# Maxillaria pumila
Maxillaria pumila é uma espécie de planta do gênero Maxillaria e da família Orchidaceae.

## Taxonomia
A espécie foi descrita em 1837 por William Jackson Hooker.
Os seguintes sinônimos já foram catalogados:  
- Christensonella minuta  (Cogn.) Szlach. et al.
- Christensonella plebeia  (Rchb.f.) Szlach. & Sitko
- Christensonella plebeja  (Rchb.f.) Szlach. & Sitko
- Maxillaria funerea  Lindl.
- Maxillaria minuta  Cogn.
- Maxillaria minuta minor  Hoehne
- Maxillaria parva  Rolfe
- Maxillaria plebeia  Rchb.f.
- Maxillaria plebeja  Rchb.f.
- Maxillaria pusilla  Rolfe
- Maxillaria spannagelii  Hoehne
- Christensonella pumila  (Hook.) Szlach. et al.

## Forma de vida
É uma espécie epífita e herbácea.

## Descrição
| Raiz                                               | Raiz                                                                        |
| -------------------------------------------------- | --------------------------------------------------------------------------- |
| cor da ponta                                       | castanha                                                                    |
| Caule                                              |                                                                             |
| crescimento                                        | simpodial/cespitosa/adpresso ao substrato                                   |
| pseudobulbo                                        | conspícuo                                                                   |
| forma e textura                                    | ovoide/fusiforme/não lateralmente compresso/quilhado                        |
| lâmina da bráctea                                  | presente em todo bráctea/seca                                               |
| Folha                                              |                                                                             |
| tipo e forma                                       | oblonga/lanceolada                                                          |
| ápice                                              | obtuso/agudo                                                                |
| número                                             | 1                                                                           |
| Inflorescência                                     |                                                                             |
| tipo                                               | 1 à 2 raque por pseudo                                                      |
| Flor                                               |                                                                             |
| cor e padrão principal das sépalas e pétalas       | castanha/vermelha                                                           |
| cor e padrão principal do labelo                   | castanho/vermelho/roxo                                                      |
| dorsal sépala e pétala posição em relação a coluna | recurvada/dorsal sépala recurvada/pétala tão recurvada quanto sépala dorsal |
| formato da sépala                                  | oblonga/lanceolada/ápice agudo/ápice apiculado                              |
| formato da pétala                                  | oblonga/ápice agudo/ápice apiculado                                         |
| pétala tamanho em relação a sépala                 | mais curta que                                                              |
| formato do labelo quando inteiro                   | oblongo/espatulado/ápice truncado/ápice emarginado                          |
| formato do labelo quando trilobado - lateral lobo  | não aplicável                                                               |
| formato do labelo quando trilobada - lobo mediano  | não aplicável                                                               |
| calo                                               | oblongo                                                                     |
| coluna                                             | levemente curva/pé conspícuo                                                |

## Conservação
A espécie faz parte da Lista Vermelha das espécies ameaçadas do estado do Espírito Santo, no sudeste do Brasil. A lista foi publicada em 13 de junho de 2005 por intermédio do decreto estadual nº 1.499-R.

## Distribuição
A espécie é encontrada nos estados brasileiros de Amazonas, Espírito Santo, Minas Gerais, Paraná, Rio de Janeiro, Rio Grande do Sul e São Paulo.
Em termos ecológicos, é encontrada nos  domínios fitogeográficos de Floresta Amazônica e Mata Atlântica, em regiões com vegetação de floresta estacional semidecidual, floresta ombrófila pluvial e vegetação sobre afloramentos rochosos.